# Bouzonville-aux-Bois
Bouzonville-aux-Bois è un comune francese di 424 abitanti situato nel dipartimento del Loiret nella regione del Centro-Valle della Loira.

## Società

### Evoluzione demografica
Abitanti censiti